# اسم إثني
اسم إثني (الإثنونيم، من إثنو- «إثنية» و-نيم «اسم» بالإغريقية) هو الاسم الذي يطلق على مجموعة إثنية معينة. يمكن تقسيم الأسماء الإثنية إلى فئتين: الأسماء الأجنبية (حيث أنشئ اسم المجموعة الإثنية من قبل مجموعة أخرى من الأشخاص)، أو الأسماء الذاتية أو الأسماء المستعارة (تسمية ذاتية؛ حيث يتم إنشاء الاسم واستخدامه من قبل المجموعة الإثنية نفسها).

## اختلافات
ويمكن أن تنطبق أسماء إثنية كثيرة على نفس المجموعة الإثنية أو العرقية، مع مستويات مختلفة من الاعتراف والقبول والاستخدام. وتعتزم مكتبة ولاية جنوب أستراليا هذه المسألة عند النظر في عناوين مكتبة الكونغرس للأدب المتعلق بالسكان الأصليين وسكان جزر مضيق توريس. واعتبرت بنحو 20 لغة اسم إثني مختلف عناوين محتملة لمكتبة الكونغرس، ولكن أوصي باستخدام جزء منها فقط لأغراض الفهرسة.

## التغير مع مرور الوقت
يمكن أن تتغير الأسماء الإثنية في الطابع مع مرور الوقت؛ في حين أنها مقبولة أصلا اجتماعيا، لكن ربما قد تحور لتعتبر مسيئة. على سبيل المثال، استخدم مصطلح الغجر للإشارة إلى الروماني. وتشمل الأمثلة الأخرى الوندال، بوشمن، البرابرة، وفلستيون.
شهدت الأسماء الإثنية المطلقة على الأمريكيين من أصل أفريقي تطورا أكبر؛ فالمصطلحات القديمة مثل ملون تحمل دلالات سلبية واستعيض عنها بمكافئات العصر الحديث مثل أفارقة أمريكيين. هناك أسماء إثنية أخرى مثل نيقرو لها وضع مختلف. اعتبر هذا المصطلح مقبولا في استخدامه من قبل الناشطين مثل مارتن لوثر كينغ في الستينيات، لكن نشطاء آخرين اتخذوا منظورا مختلفا. في مناقشة محاظرة في عام 1960 من قبل إيليا محمد، قيل «للمسلمين، مسطلح مثل نيقرو وملون هي تسميات أنشأها البيض لنفي العظمة الماضية من العرق الأسود».
بعد أربعة عقود، لا يزال هناك اختلاف مماثل في الرأي. في عام 2006، صرح أحد المعلقين التلفزيونيين أن مصطلح «نيقرو» عفا عليه الزمن أو مسيء في العديد من الجهات، وبالمثل، فإن كلمة «ملون» لا تزال تظهر في NAACP، أو الرابطة الوطنية للنهوض بالملونين.
وفي مثل هذه السياقات، تكون الأسماء الإثنية عرضة لظاهرة التسميل.